# 심상정 (1679년)
심상정(沈尙鼎, 1679년~1721년)은 조선 후기의 문신이다. 자는 성응(聖凝) 호는 몽오재(夢寤齋)이고 초명 상엽(尙燁)이었다. 본관은 청송.
안동부사 심즙의 아들이다. 1699년 진사시험에 합격하고 1710년 증광문과에 병과로 급제하였다. 그 뒤 승문원(承文院)를 거쳐 1716년 사간원 정언이 되었으나 과거시험 감독 중 과옥(科獄)이 발생하여 고시관이었던 이숙(李塾) 등이 유배되어 죽자 이 일로 윤성준(尹星駿)과 논쟁을 벌이다가 사천로 귀양갔으나 곧 석방됐다. 그 뒤 관직에 나가지 않고 임천(林泉)으로 낙향했다.
저서로는 《몽오재집》(夢寤齋集)이 있다.

## 가족
- 아버지: 심즙(沈楫)